# Щупак Ігор Якович
Щупак Ігор Якович — кандидат історичних наук, директор Українського інституту вивчення Голокосту «Ткума»,  експерт ОБСЄ. Сфера наукових інтересів — історія Голокосту в Україні, українсько-єврейські взаємини, нацистська антиєврейська пропаганда.

## Життєпис
1983 року з відзнакою закінчив історичний факультет Запорізького державного педагогічного інституту, потім аспірантуру, а також курс єврейської історії Університету Бар-Ілан (Москва, Росія — Єрусалим, Ізраїль).
1995 року в Запорізькому державному університеті захистив кандидатську дисертацію, у 2002 р. отримав атестацію Ph.D. Торонтського університету (Канада).
У 1990-х — 2000-х роках працював на кафедрі новітньої історії України і на кафедрі всесвітньої історії Запорізького національного університету, а також викладав у ліцеях і коледжах м. Запоріжжя.
У 1999—2010 рр. працював головним редактором видавництва «Прем'єр» (Запоріжжя), у 2002—2004 рр. був головним редактором щотижневого журналу «Форум» (Торонто, Канада).
Учасник робочих груп Міністерства освіти і науки України зі створення державних стандартів освіти, нових державних програм історії та підручників історії.

## Членство в організаціях
Член низки міжнародних наукових інституцій, зокрема:
- Українсько-Німецької історичної комісії[4];
- Українсько-Польської комісії експертів з питань удосконалення змісту шкільних підручників з історії та географії[5];
- Редколегії журналу Інституту Євро-Азійських єврейських досліджень (Institute for Euro-Asian Jewish Studies, EAJC), Ізраїль[6];
- член Академічної ради наукового журналу «Війна і пам'ять» («Wojna i Pamięć») Музею Другої світової війни у Гданську, Польща[7].

## Відзнаки та нагороди
- Заслужений працівник освіти України (2018)
- Нагрудний знак МОН України «За наукові та освітні досягнення» (2019)

## Публікації
Автор понад 150 наукових робіт з історії Голокосту, історії євреїв та проблем міжнаціональних відносин в Європі, що видавались у Австрії, Ізраїлі, Канаді, Польщі, Росії, Україні та ін.; автор базових підручників історії для загальноосвітніх шкіл, рекомендованих Міністерством освіти і науки України.
- Бакка Т. В., Вєтров І. Г., Виговський М. Ю., Ладиченко Т. В., Мелещенко Т. В., Щупак І. Я. Дискримінація, расизм, ксенофобія, антисемітизм: історія, сьогодення і шляхи подолання: навчальний посібник — Київ — Днепропетровск: НПУ ім. М. П. Драгоманова, Центр «Ткума», 2011. — 64 с.
- Круглов А., Уманский А., Щупак И. Холокост в Украине: Рейхскомиссариат «Украина», Губернаторство «Транснистрия». — Днипро: Украинский институт изучения Холокоста «Ткума», 2016. — 564 с.
- Щупак І. Голокост в Україні. Випуск № 2.: Мультимедійний посібник. — Дніпропетровськ: Інститут «Ткума», 2009.
- Щупак І. Я. Голокост в Україні: Пошуки відповідей на питання історії. — Навчальний посібник для учнів старших класів серед. загальноосвіт. навч. закладів. — Дніпропетровськ: Український інститут вивчення Голокосту «Ткума», третє видання, змінене і доповнене, 2016. — 148 с., іл., карти.
- Щупак И. Я. Евреи в Украине: Вопросы истории и религии с древнейших времен до Холокоста.: — учебное пособие для учащихся старших классов среднеобщеобразоват. учеб. заведений / И. Я. Щупак. — 3-е изд. — Днепропетровск: Украинский институт изучения Холокоста «Ткума», 2015. — 152 с., ил., карты. — Русск. яз.
- Щупак І. Я. Історія Голокосту: Програма факультативного курсу / елективного курсу / курсу за вибором для 10 — 11 класів загальноосвітніх навчальних закладів. — Дніпропетровськ: Інститут «Ткума», 2015. — 12 c. — вид. 2-ге.

## В соцмережах
- Facebook
- Instagram.com